# أورين تاكر
أورين تاكر (بالإنجليزية: Orrin Tucker)‏ هو قائد فرقة ‏ وموسيقي أمريكي، ولد في 17 فبراير 1911 في سانت لويس في الولايات المتحدة، وتوفي في 9 أبريل 2011 في سووث باسادينا في الولايات المتحدة.

## وصلات خارجية
- أورين تاكر على موقع IMDb (الإنجليزية)
- أورين تاكر على موقع ميوزك برينز (الإنجليزية)
- أورين تاكر على موقع ديسكوغز (الإنجليزية)